# 리바트

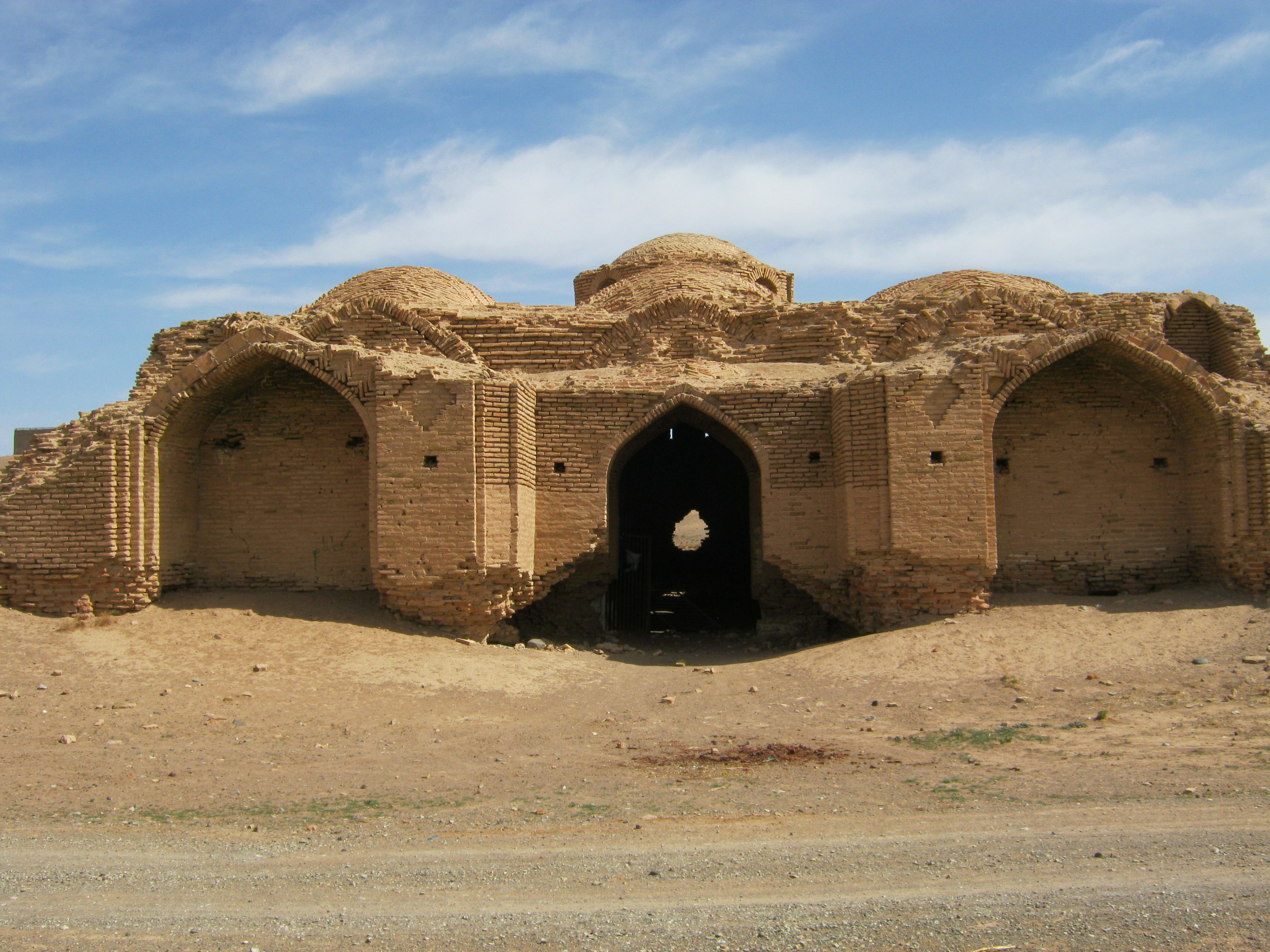

리바트(아랍어: رباط)는 무슬림의 북아프리카 정복 당시, 전방에 만들어진 무라비툰(Murabitun)이라고 불린 작은 요새들을 가리키는 말이다. 이 요새들은 나중에 상업적 루트를 지키거나, 큰 도시들로부터 떨어져 있는 무슬림 사회의 중심지 역할을 했다. 리바트는 8세기부터 등장하기 시작하였는데, 원래 "리바트"라는 단어는 이슬람의 자발적 방어라는 관념을 나타내는 말이었다. 그래서 지하드 당시에는 "리바트"라는 단어가 이슬람을 지키기 위해서 싸우던 가문들에게 사용되었다. 이란에서는 주로 다른 이름인 칸가(Khangah)라고 불리며, 터키에서는 테케(Tekke)라는 이름으로 불린다. 한편, 국내에서 번역할 때는 이슬람 무장수도원이라고 한다.